# Lijst van Spotify-streamingrecords

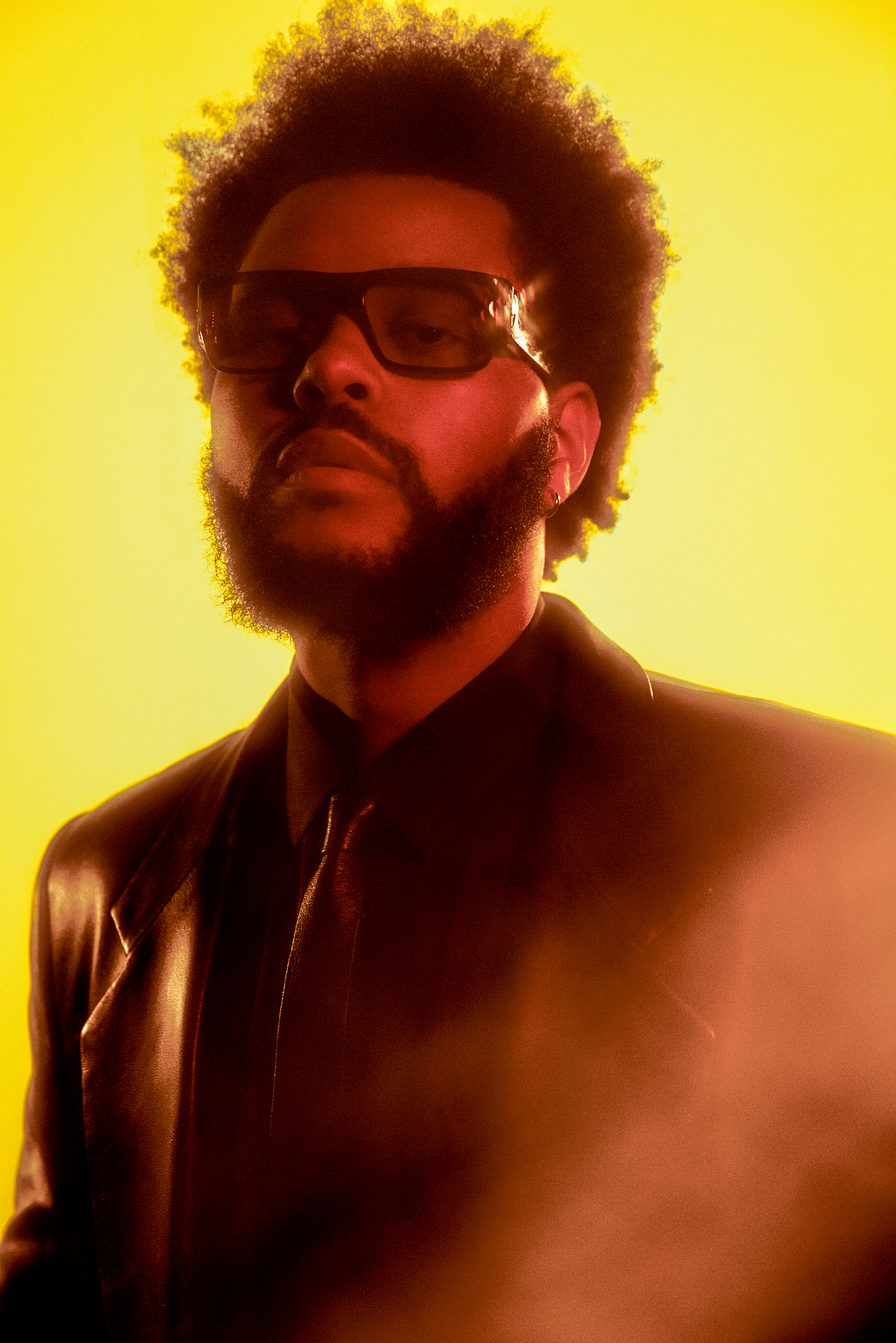
‘Blinding Lights’ van The Weeknd is het meest gestreamde nummer op Spotify, met ruim 4 miljard streams.

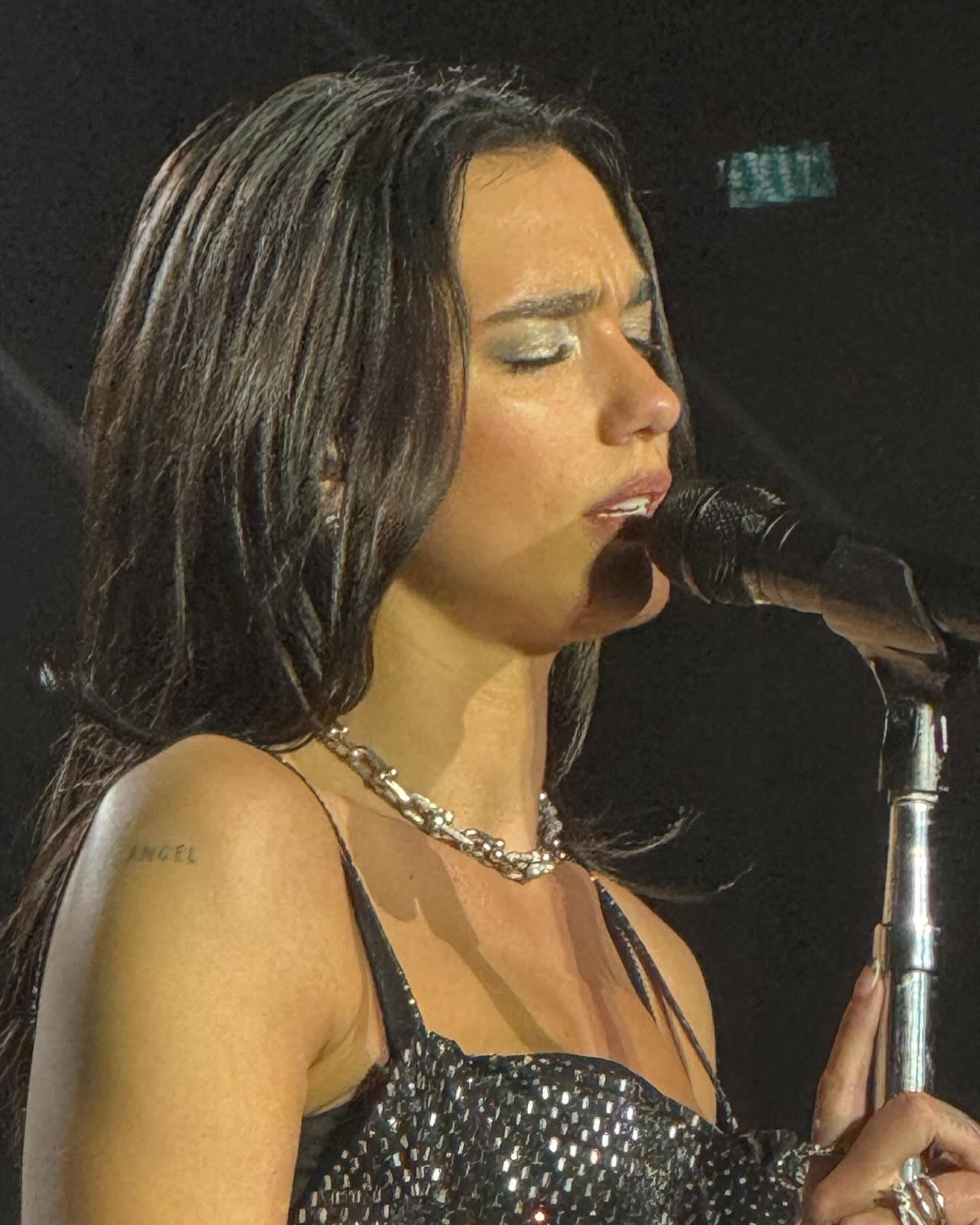
Dua Lipa staat vijf keer in de top 100 meeste gestreamde nummers, het meest voor een vrouwelijke artieste.

De volgende lijsten bevatten de meest gestreamde nummers en albums op het audiostreamingplatform Spotify.
Sinds november 2023 is 'Blinding Lights' (2019) van de Canadese zanger The Weeknd het meest gestreamde nummer aller tijden op Spotify. 'Dance Monkey' (2019) van de Australische singer-songwriter Tones and I is het meest gestreamde nummer van een vrouwelijke artiest. De Engels-Albanese zangeres Dua Lipa heeft met vijf inzendingen de meeste nummers in de top 100 voor een vrouwelijke artiest. Het oudste nummer in de top 100 is Queen's "Bohemian Rhapsody" (1975).

## Meest gestreamde nummers
Een overzicht van de meest gestreamde nummers, sinds ze uitgegeven werden:
| #                                  | Nummer                   | Artiest(en)                    | Streams (miljard) | Release jaar | Ref.          |
| ---------------------------------- | ------------------------ | ------------------------------ | ----------------- | ------------ | ------------- |
| 1                                  | Blinding Lights          | The Weeknd                     | 4.964             | 2019         | [ 1 ] [ 2 ]   |
| 2                                  | Shape of You             | Ed Sheeran                     | 4.493             | 2017         | [ 3 ]         |
| 3                                  | Starboy                  | The Weeknd ft. Daft Punk       | 4.027             | 2016         |               |
| 4                                  | Someone You Loved        | Lewis Capaldi                  | 4.004             | 2018         | [ 4 ]         |
| 5                                  | As It Was                | Harry Styles                   | 3.994             | 2022         | [ 5 ]         |
| 6                                  | Sweater Weather          | The Neighbourhood              | 3.939             | 2012         | [ 6 ]         |
| 7                                  | Sunflower                | Post Malone ft. Swae Lee       | 3.909             | 2018         | [ 7 ] [ 8 ]   |
| 8                                  | One Dance                | Drake featuring Wizkid en Kyla | 3.739             | 2016         | [ 9 ]         |
| 9                                  | Stay                     | The Kid Laroi en Justin Bieber | 3.625             | 2021         |               |
| 10                                 | Perfect                  | Ed Sheeran                     | 3.560             | 2017         |               |
| 11                                 | Believer                 | Imagine Dragons                | 3.534             | 2017         | [ 10 ] [ 11 ] |
| 12                                 | Heat Waves               | Glass Animals                  | 3.486             | 2020         | [ 12 ] [ 13 ] |
| 13                                 | Lovely                   | Billie Eilish en Khalid        | 3.414             | 2018         | [ 14 ]        |
| 14                                 | Closer                   | The Chainsmokers ft. Halsey    | 3.366             | 2016         | [ 15 ]        |
| 15                                 | Say You Won't Let Go     | James Arthur                   | 3.350             | 2016         | [ 16 ]        |
| 16                                 | Dance Monkey             | Tones and I                    | 3.301             | 2019         | [ 17 ]        |
| 17                                 | Something Just Like This | The Chainsmokers               | 3.280             | 2017         |               |
| 18                                 | Rockstar                 | Post Malone ft. 21 Savage      | 3.223             | 2017         |               |
| 19                                 | Riptide                  | Vance Joy                      | 3.221             | 2013         |               |
| 20                                 | I Wanna Be Yours         | Arctic Monkeys                 | 3.213             | 2013         |               |
| 21                                 | Yellow                   | Coldplay                       | 3.194             | 2000         |               |
| 22                                 | The Night We Met         | Lord Huron                     | 3.177             | 2015         |               |
| 23                                 | Another Love             | Tom Odell                      | 3.152             | 2012         |               |
| 24                                 | Take Me to Church        | Hozier                         | 3.135             | 2013         |               |
| 25                                 | Counting Stars           | OneRepublic                    | 3.084             | 2013         |               |
| 26                                 | Señorita                 | Shawn Mendes en Camila Cabello | 3.078             | 2019         | [ 18 ] [ 19 ] |
| 27                                 | Watermelon Sugar         | Harry Styles                   | 3.075             | 2019         |               |
| 28                                 | Photograph               | Ed Sheeran                     | 3.046             | 2015         |               |
| 29                                 | "Cruel Summer"           | Taylor Swift                   | 3.011             | 2019         |               |
| 30                                 | Don't Start Now          | Dua Lipa                       | 3.000             | 2019         | [ 20 ] [ 21 ] |
| 31                                 | "Can't Hold Us"          | Macklemore & Ryan Lewis        | 2.990             | 2011         |               |
| 32                                 | Lucid Dreams             | Juice Wrld                     | 2.941             | 2018         |               |
| 33                                 | "Goosebumps"             | Travis Scott                   | 2.903             | 2016         |               |
| 34                                 | "Circles"                | Post Malone                    | 2.902             | 2019         |               |
| 35                                 | "Viva la Vida"           | Coldplay                       | 2.900             | 2008         |               |
| Laatst bijgewerkt 10 augustus 2025 |                          |                                |                   |              |               |

### Meest gestreamde nummers per jaar

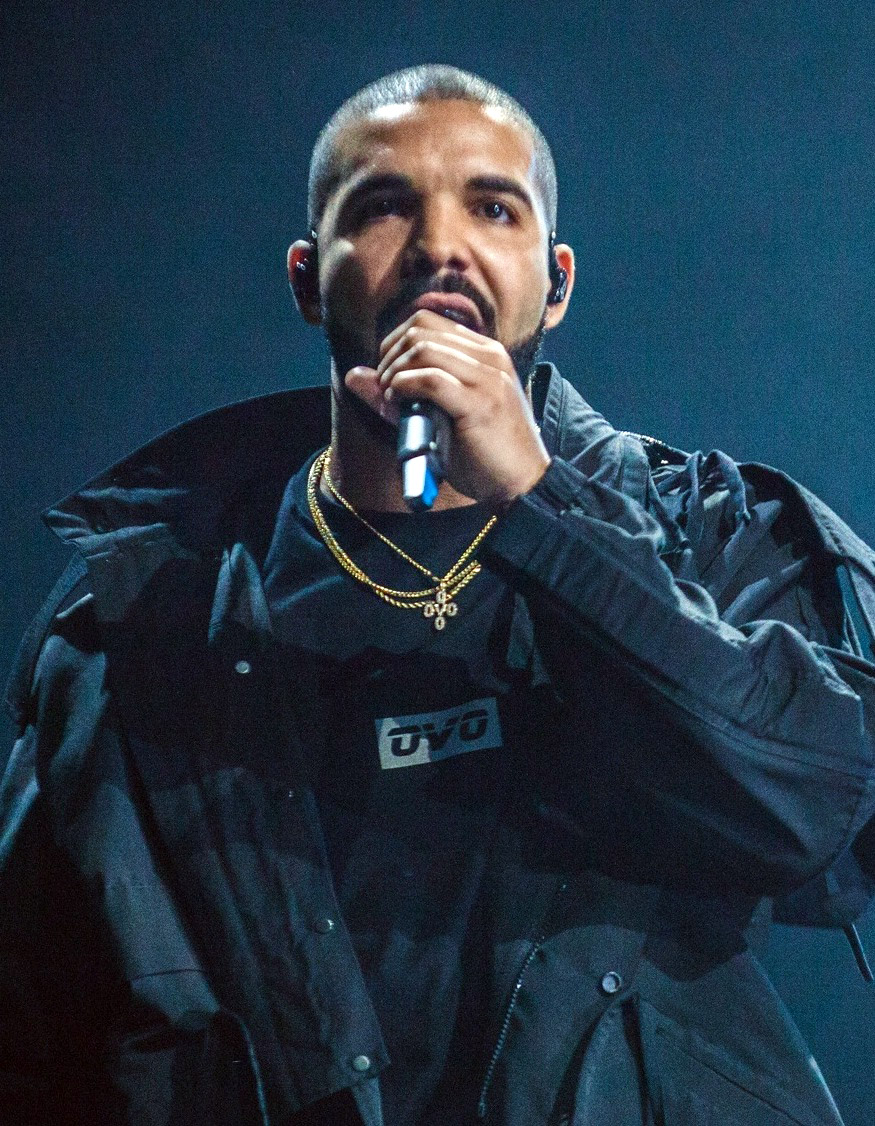
Drake stond twee keer bovenaan de jaarlijkse lijst met meest gestreamde nummers, een record.

De volgende tabel bevat de 5 nummers die het meest afgespeeld werden per kalenderjaar:
| Jaar | Artiest en single                                   | Artiest en single                                          | Artiest en single                           | Artiest en single                                | Artiest en single                                 |
| Jaar | 1                                                   | 2                                                          | 3                                           | 4                                                | 5                                                 |
| ---- | --------------------------------------------------- | ---------------------------------------------------------- | ------------------------------------------- | ------------------------------------------------ | ------------------------------------------------- |
| 2024 | Sabrina Carpenter Espresso (1,6 miljard)            | Benson Boone Beautiful Things                              | Billie Eilish Birds of a Feather            | FloyyMenor, Chris Mj Gata Only                   | Teddy Swims Lose Control                          |
| 2023 | Miley Cyrus Flowers (1,6 miljard)                   | SZA Kill Bill                                              | Harry Styles As It Was                      | Jung Kook Seven                                  | Eslabon Armado, Peso Pluma Ella Baila Sola        |
| 2022 | Harry Styles As It Was (1,6 miljard)                | Glass Animals Heat Waves                                   | The Kid Laroi Stay (with Justin Bieber)     | Bad Bunny feat. Chencho Corleone Me Porto Bonito | Bad Bunny Tití Me Preguntó                        |
| 2021 | Olivia Rodrigo Drivers License (1,2 miljard)        | Lil Nas X Montero (Call Me By Your Name)                   | The Kid Laroi Stay (with Justin Bieber)     | Olivia Rodrigo Good 4 U                          | Dua Lipa Levitating (feat. DaBaby)                |
| 2020 | The Weeknd Blinding Lights (1,6 miljard)            | Tones and I Dance Monkey                                   | Roddy Ricch The Box                         | Imanbek & Saint Jhn Roses - Imanbek Remix        | Dua Lipa Don't Start Now                          |
| 2019 | Shawn Mendes & Camila Cabello Señorita (1 miljard)  | Billie Eilish Bad Guy                                      | Post Malone & Swae Lee Sunflower            | Ariana Grande 7 Rings                            | Lil Nas X & Billy Ray Cyrus Old Town Road - Remix |
| 2018 | Drake God's Plan (1,1 miljard)                      | XXXTentacion Sad!                                          | Post Malone (ft. 21 Savage) Rockstar        | Post Malone Psycho                               | Drake In My Feelings                              |
| 2017 | Ed Sheeran Shape of You (1,5 miljard)               | Luis Fonsi, Daddy Yankee & Justin Bieber Despacito (Remix) | Luis Fonsi, Daddy Yankee Despacito          | The Chainsmokers Something Just Like This        | DJ Khaled I'm the One                             |
| 2016 | Drake ft. Wizkid One Dance (960 miljoen)            | Mike Posner I Took a Pill in Ibiza (Seeb remix)            | The Chainsmokers ft. Daya Don't Let Me Down | Rihanna ft. Drake Work                           | Sia Cheap Thrills                                 |
| 2016 | Major Lazer ft. MØ & DJ Snake Lean On (540 miljoen) | Omi Cheerleader                                            | Mark Ronson ft. Bruno Mars Uptown Funk      | Wiz Khalifa ft. Charlie Puth See You Again       | Ellie Goulding Love Me Like You Do                |

### Meest gestreamde nummers in 1 dag
De volgende lijst bevat de meest gestreamde nummers binnen de 24 uur tijd.
| Rank | Lied                                | Artiest(en)                  | Streams    | Datum uitgave    | Datum behaald    | Ref    |
| ---- | ----------------------------------- | ---------------------------- | ---------- | ---------------- | ---------------- | ------ |
| 1    | "Fortnight"                         | Taylor Swift ft. Post Malone | 25.204.472 | 19 april 2024    | 19 april 2024    | [ 22 ] |
| 2    | "All I Want for Christmas Is You"   | Mariah Carey                 | 24.863.570 | 28 oktober 1994  | 24 december 2024 | [ 23 ] |
| 3    | "Last Christmas"                    | Wham!                        | 24.556.791 | 3 december 1984  | 24 december 2024 | [ 23 ] |
| 4    | "Rockin' Around the Christmas Tree" | Brenda Lee                   | 21.635.497 | 24 november 1958 | 24 december 2024 | [ 23 ] |
| 5    | "Easy on Me"                        | Adele                        | 19.749.704 | 15 oktober 2021  | 15 oktober 2021  | [ 24 ] |
| 6    | "The Tortured Poets Department"     | Taylor Swift                 | 19.089.937 | 19 april 2024    | 19 april 2024    | [ 22 ] |

### Langst op 1 in de Globale Spotify Chart
De volgende nummers stonden het langst bovenaan de dagelijkse lijst van meest gestreamde nummers. 
|   | Lied               | Artiest(en)               | Dagen Op Nr. 1 | Datum uitgebracht | Datum bereikt    |
| - | ------------------ | ------------------------- | -------------- | ----------------- | ---------------- |
| 1 | "Die with a Smile" | Lady Gaga en Bruno Mars   | 201            | 16 augustus 2024  | 7 mei 2025       |
| 2 | "Dance Monkey"     | Tones and I               | 120            | 10 mei 2019       | 23 februari 2020 |
| 3 | "Rockstar"         | Post Malone ft. 21 Savage | 114            | 15 september 2017 | 11 januari 2018  |

## Meest gestreamde albums

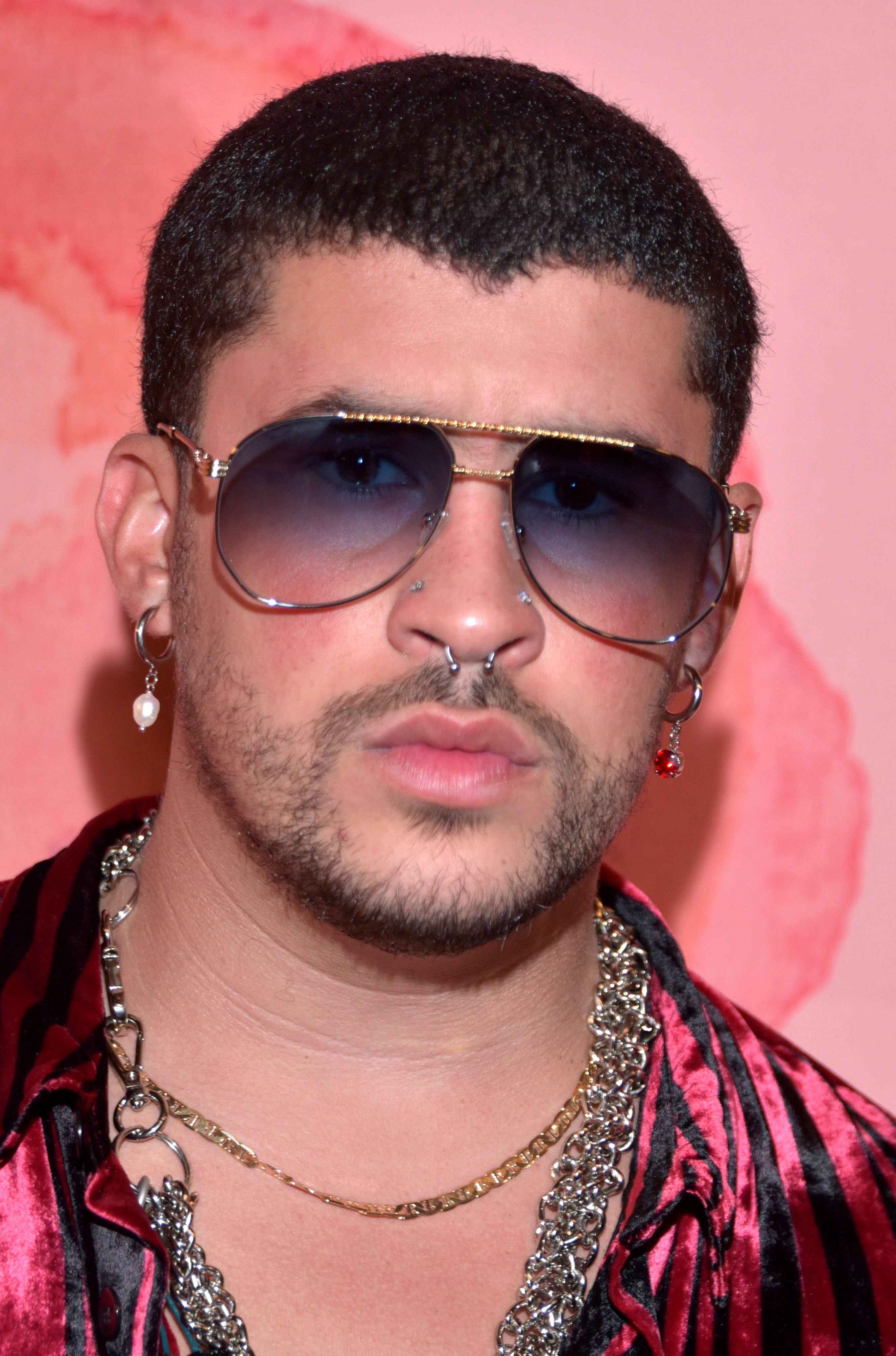
Un Verano Sin Ti van Bad Bunny is het meest gestreamde album aller tijden op Spotify, met meer dan 20 miljard streams midden 2025. Het bevat 6 nummers met meer dan 1 miljard streams.

Sinds november 2023 was Un Verano Sin Ti van de Puerto Ricaanse zanger Bad Bunny het meest geluisterde album op Spotify. Sour, het debuutalbum van Olivia Rodrigo, is het meest beluisterde album door een vrouwelijke artiest.
| #                  | Album                                    | Streams (miljard) | # Tracks | Artiesten      | Jaar | Ref    |
| ------------------ | ---------------------------------------- | ----------------- | -------- | -------------- | ---- | ------ |
| 1                  | Un Verano Sin Ti                         | 20.035            | 23       | Bad Bunny      | 2022 | [ 26 ] |
| 2                  | Starboy                                  | 17.204            | 21       | The Weeknd     | 2016 | [ 27 ] |
| 3                  | ÷                                        | 16.721            | 16       | Ed Sheeran     | 2017 | [ 28 ] |
| 4                  | Sour                                     | 15.259            | 11       | Olivia Rodrigo | 2021 | [ 29 ] |
| 5                  | After Hours                              | 14.609            | 18       | The Weeknd     | 2020 | [ 30 ] |
| 6                  | Hollywood's Bleeding                     | 14.346            | 17       | Post Malone    | 2019 | [ 31 ] |
| 7                  | Future Nostalgia                         | 14.003            | 19       | Dua Lipa       | 2020 | [ 32 ] |
| 8                  | Dua Lipa                                 | 13.981            | 25       | Dua Lipa       | 2017 | [ 33 ] |
| 9                  | SOS / Lana                               | 13.954            | 40       | SZA            | 2022 |        |
| 10                 | Lover                                    | 13.017            | 18       | Taylor Swift   | 2019 |        |
| 11                 | When We All Fall Asleep, Where Do We Go? | 12.736            | 14       | Billie Eilish  | 2019 | [ 34 ] |
| 12                 | Beerbongs & Bentleys                     | 12.634            | 18       | Post Malone    | 2018 | [ 35 ] |
| 13                 | AM                                       | 12.410            | 12       | Arctic Monkeys | 2013 |        |
| 14                 | ?                                        | 12.161            | 18       | XXXTentacion   | 2018 |        |
| 15                 | X                                        | 11.862            | 17       | Ed Sheeran     | 2014 |        |
| 16                 | Purpose                                  | 11.649            | 13       | Justin Bieber  | 2015 |        |
| 17                 | Don't Smile at Me                        | 11.340            | 9        | Billie Eilish  | 2017 |        |
| 18                 | YHLQMDLG                                 | 11.205            | 20       | Bad Bunny      | 2020 |        |
| 19                 | Scorpion                                 | 11.073            | 25       | Drake          | 2018 |        |
| 20                 | Midnights                                | 11.044            | 23       | Taylor Swift   | 2022 |        |
| 21                 | Views                                    | 10.991            | 20       | Drake          | 2016 |        |
| 22                 | Beauty Behind the Madness                | 10.770            | 14       | The Weeknd     | 2015 |        |
| Sinds 22 juli 2025 |                                          |                   |          |                |      |        |

## Meest gestreamde Nederlandse nummers

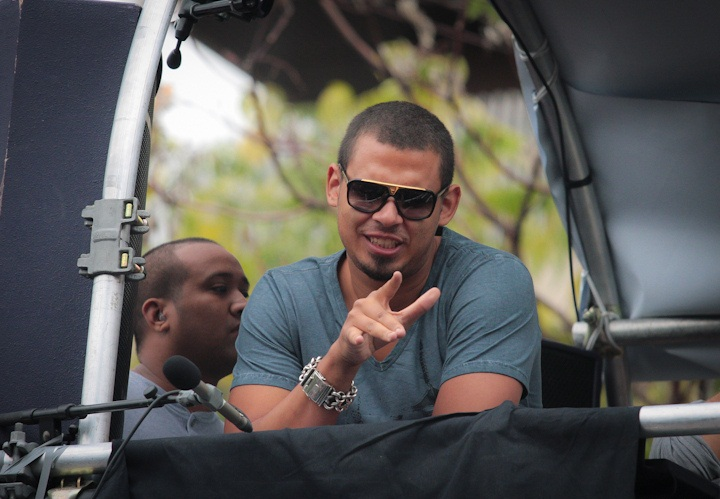
Give Me Everything van Afrojack is het meest gestreamde nummer van een Nederlandse artiest.

Een overzicht van de meest gestreamde nummers van Nederlandse artiesten op Spotify:
| 1                      | Give Me Everything  | Afrojack        | 1.729 | 2011 |
| 2                      | In the Name of Love | Martin Garrix   | 1.624 | 2016 |
| 3                      | Scared to Be Lonely | Martin Garrix   | 1.423 | 2017 |
| 4                      | Arcade              | Duncan Laurence | 1.409 | 2019 |
| 5                      | The Business        | Tiësto          | 1.314 | 2020 |
| 5                      | Waves               | Mr. Probz       | 1.190 | 2013 |
| 6                      | Jump                | Van Halen       | 1.047 | 1983 |
| Sinds 10 augustus 2025 |                     |                 |       |      |

## Meest gestreamde Nederlandstalige nummers
Een overzicht van de meest gestreamde Nederlandstalige nummers op Spotify. Deze statistieken zijn voor het laatst geüpdate op    10 augustus 2025:
| #  | Nummer         | Artiest(en)                                 | Streams     | Release jaar |
| -- | -------------- | ------------------------------------------- | ----------- | ------------ |
| 1  | Europapa       | Joost Klein                                 | 192.951.247 | 2024         |
| 2  | Traag          | Bizzey, Jozo en Kraantje Pappie             | 182.829.691 | 2017         |
| 3  | Coño           | Puri, Jhorrmountain en Adje                 | 152.191.725 | 2017         |
| 4  | Duurt te lang  | Davina Michelle                             | 136.976.663 | 2018         |
| 5  | Cartier        | Dopebwoy ft. Chivv & 3robi                  | 134.668.525 | 2017         |
| 6  | Drank & Drugs  | Lil' Kleine en Ronnie Flex                  | 124.732.817 | 2015         |
| 7  | Hoe het danst  | Marco Borsato en Davina Michelle            | 123.111.852 | 2019         |
| 8  | Oceaan         | Racoon                                      | 120.215.200 | 2012         |
| 9  | Hij is van mij | Kris Kross Amsterdam, Maan, Tabitha, Bizzey | 108.660.747 | 2018         |
| 10 | Verleden tijd  | Frenna ft. Lil' Kleine                      | 106.742.775 | 2017         |

## Meest gestreamde Belgische nummers

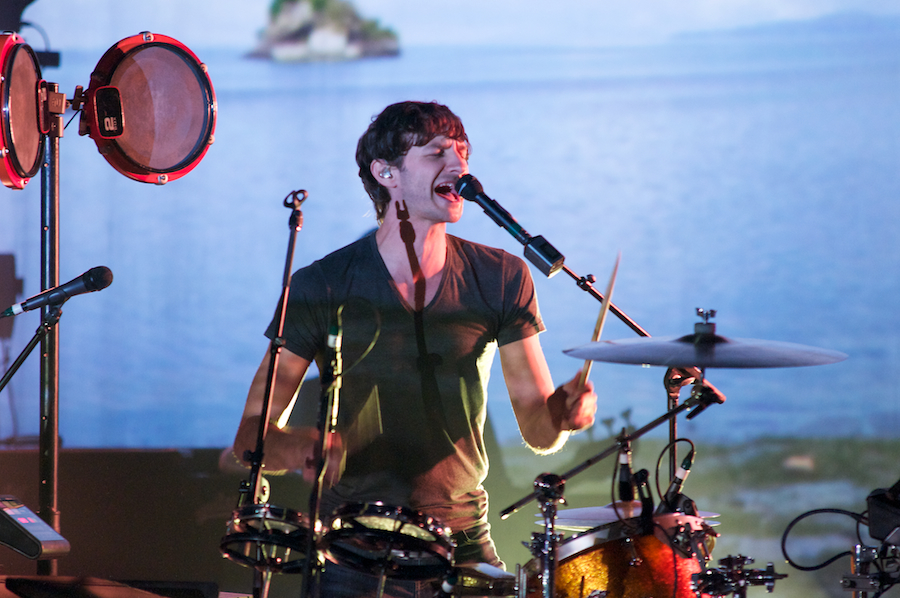
Somebody that I Used to Know van Gotye is het meest gestreamde nummer van een Belgische artiest.

Een overzicht van de meest gestreamde  nummers van Belgische artiesten op Spotify:  
| 1                      | Somebody that I Used to Know | Gotye                                   | 2,175 | 2011 |
| 2                      | Where Are You Now            | Lost Frequencies ft. Calum Scott        | 1,581 | 2021 |
| 3                      | Are You With Me              | Lost Frequencies                        | 1,307 | 2014 |
| 4                      | Reality                      | Lost Frequencies                        | 0,859 | 2015 |
| 5                      | Alors on danse               | Stromae                                 | 0,834 | 2009 |
| 6                      | Papaoutai                    | Stromae                                 | 0,586 | 2013 |
| 7                      | Thank You (Not So Bad)       | Dimitri Vegas & Like Mike, Tiësto, Dido | 0,516 | 2024 |
| 8                      | Fever                        | Dua Lipa & Angèle                       | 0,431 | 2020 |
| 9                      | Ma meilleure ennemie         | Stromae                                 | 0,418 | 2024 |
| Sinds 10 augustus 2025 |                              |                                         |       |      |

### Meest gestreamde Belgische artiesten, albums en nummers per jaar
Een overzicht van de meest gestreamde Belgische artiesten, albums en nummers per jaar in België: 
|      | #1    | #2               | #3               | Album                         | Nummer                                             | Ref    |
| ---- | ----- | ---------------- | ---------------- | ----------------------------- | -------------------------------------------------- | ------ |
| 2024 | Damso | Pommelien Thijs  | Lost Frequencies | Per ongeluk - Pommelien Thijs | Thank You (Not So Bad) - Dimitri Vegas & Like Mike | [ 36 ] |
| 2023 | Damso | Hamza            | Metejoor         | Per ongeluk - Pommelien Thijs | Wat wil je van mij - Metejoor                      | [ 37 ] |
| 2022 | Damso | Stromae          | Angèle           | Multitude - Stromae           | Where Are You Now - Lost Frequencies               | [ 38 ] |
| 2021 | Damso | Lost Frequencies | Angèle           | Qalf Infinity - Damso         | Fever - Angèle                                     | [ 39 ] |